# Pachnephorus jacobsoni
Pachnephorus jacobsoni – gatunek chrząszcza z rodziny stonkowatych i podrodziny szczerotków. Zamieszkuje Azję Środkową.
Gatunek ten opisany został po raz pierwszy w 1976 roku przez Igora Łopatina na łamach „Entomołogiczeskoje obozrienije”. Epitet gatunkowy nadano na cześć Georgija Jakobsona. Wyznaczony został gatunkiem typowym wprowadzonego w tej samej publikacji podrodzaju Pachnephorus (Pachnephoriscus).
Chrząszcz o ciele długości około 2 mm. Ubarwienie ciała jest błyszcząco czarne z wyjątkiem czułków i odnóży, które to są czerwone z przyciemnionymi wierzchołkami. Obrzeżenie bocznych krawędzi przedplecza jest niekompletne, ograniczone do kątów przednich. Pokrywy cechują się punktowanymi rzędami zanikającymi przed ich szczytem.
Owad palearktyczny, środkowoazjatycki, podawany z Kazachstanu, Uzbekistanu i Tadżykistanu.